# Бојо Гашановић
Бојо Гашановић (Сарајево, 11. јул 1970) је српски политичар, полицијски службеник и струковни економиста. Садашњи је начелник општине Источни Стари Град  и функционер Српске демократске странке (СДС).

## Биографија
Основу школу похађао је у Фалетићима- Општина Стари Град Сарајево. Средњу школу унутрашњих послова завршио је у Сарајеву. Звање струковног економисте  из области финансија, рачуноводства и банкарства стекао је у Београској пословној школи- Висока школа струковних студија у Београду. 
Од 1989. до 1992. године радио је као полицијски службеник у Сарајеву при Министарству унутрашњих послова Босне и Херцеговне.
Од 1992. до 2001. године био је запослен у Министарству унутрашњих послова Републике Српске, а од 2001. до 2008. године радио је као службеник Министарства иностраних послова Босне и Херцеговине у Сарајеву.
На локалним изборима 2008. изабран је за начелника Општине Источни Стари Град и од тада обавља ту функцију.
Члан је Српске демократске странке од 1991. године.
Ожењен је и отац једног дјетета, и са породицом живи у Источном Старом Граду.